# Hugh Lee Pattinson
Hugh Lee Pattinson (25. prosince 1796, Alston – 11. listopadu 1858, Washington, D.C.) byl anglický průmyslový chemik a průkopník fotografie, autor prvního kanadského snímku. Byl také podnikatelem a sdílel riziko velkého průmyslového rozvoje se slavným železářským mistrem Isaacem Lowthianem Bellem a výrobcem kabelů Robertem Stirlingem Newallem.
Ačkoli byl ve své době známý svým patentem z roku 1833 „Vylepšená metoda pro oddělování stříbra od olova“, což je proces, který nese jeho jméno, dnes je nejznámější díky svým daguerrotypiím pořízeným v roce 1840. Mezi nimi je nejstarší známá fotografie Niagarských vodopádů.

## Životopis

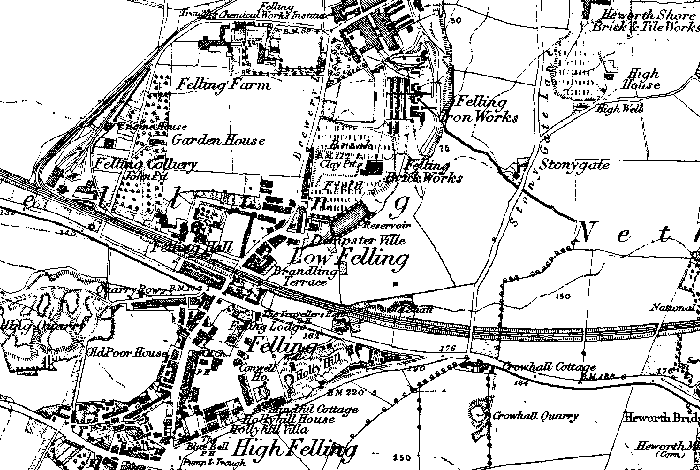
Felling Chemical Works, zobrazená v horní části mapy Ordnance Survey z roku 1862

Pattinson byl synem Thomase Pattinsona, obchodníka ve venkovském městě Alston, Cumberland, a jeho manželky Margaret Leeové; byli to kvakeři. Vzdělával se na místních soukromých školách. Od raného věku se zajímal o vědu, když mu bylo 17 let, dělal pokusy s elektřinou a také studoval chemii kovů.
Svůj pracovní život začal tím, že pomáhal svému otci v jeho obchodě v Alstonu. Kolem roku 1825 pracoval pro Anthonyho Claphama, výrobce mýdla v Newcastle-upon Tyne. V roce 1825 se stal zkušebním mistrem (zkoušejícím ryzost zlatých nebo stříbrných mincí) u Greenwich Hospital Commissioners v Alstonu. V pokračujících experimentech v metalurgii objevil v roce 1829 základ své metody oddělování stříbra od olova, ale měl příliš málo peněz na to, aby metodu dále rozvíjel. V roce 1831 se stal vedoucím závodu v závodech Thomase Wentwortha Beaumonta. Větší příjem mu umožnil pokračovat v experimentech s rafinací stříbra, dokud neměl funkční proces.
V roce 1834 rezignoval na Beaumontovy práce a s Johnem Leem a Georgem Burnettem založili novou chemickou továrnu ve Fellingu poblíž Gatesheadu. Zaměstnával kolem 300 lidí.

## Pattinsonův proces
Pattinson patentoval svůj proces obohacování olova obsahujícího stříbro v roce 1833. Využilo toho, že v roztaveném olovu obsahujícím stopy stříbra je prvním kovem, který z taveniny tuhne je olovo, takže zbývající kapalina je bohatší na stříbro. Pattinsonovo vybavení v podstatě netvořilo nic složitějšího než řada asi 8–9 železných hrnců, které se zahřívaly zespodu. Nějaké olovo, přirozeně obsahující malé procento stříbra, bylo naloženo do centrální nádoby a roztaveno. To se pak nechalo vychladnout. Jak olovo ztuhlo, bylo odebráno a přesunuto do dalšího hrnce v jednom směru a zbývající kov, který byl nyní bohatší na stříbro, byl poté přenesen do dalšího hrnce v opačném směru. Proces se opakoval od jednoho hrnce k dalšímu, olovo se hromadilo v hrnci na jednom konci a kov obohacený stříbrem v hrnci na druhém. Úroveň možného obohacení byla omezena eutektikem olova a stříbra a proces se typicky zastavil kolem 600 až 700 uncí na tunu (přibližně 2 %), takže další separace se prováděla kupelací.
Patentový proces, známý jako pattinsonizace, vynesl Pattinsonovi 16 000 liber na licenčních poplatcích. Dřívější proces „ kupelace “ vyžadoval alespoň 8 uncí (250 gramů) stříbra na tunu olova, aby byl ekonomický. Kupelace zahrnovala odstranění olova ze slitiny bohaté na stříbro oxidací olova na oxid olovnatý, přičemž stříbro zůstalo. Pattinsonův proces byl ekonomický s pouhými 2 až 3 uncemi (asi 75 gramů) stříbra na tunu.

## Daguerrotypie

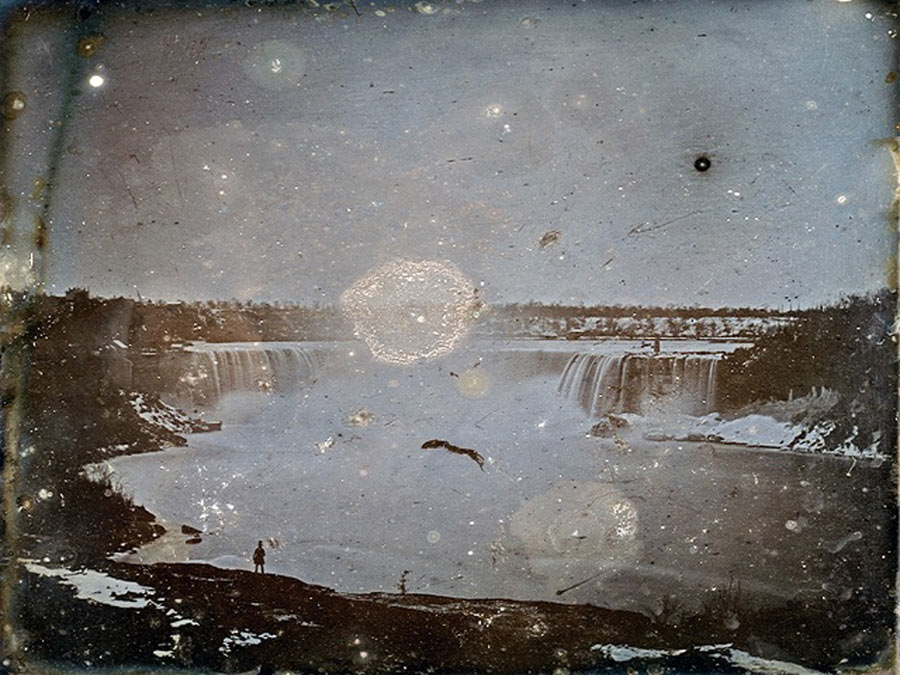
Pattinsonova daguerrotypie Niagarských vodopádů, 1840

Asi v roce 1840 Pattinson odcestoval do Kanady v naději, že založí těžební firmu, zastavil se u Niagarských vodopádů na dostatečně dlouhou dobu, aby pořídil nejstarší známou fotografii vodopádů, daguerrotypii, která se dochovala (2009) ve sbírce Newcastlu. univerzita. Kdysi se věřilo, že malá silueta stojící postavy s cylindrem byla dodatečně přidána rytcem pracujícím z fantazie a také daguerrotypie, ale postava je na fotografii jasně přítomná. Vzhledem k velmi dlouhé požadované expozici, deset minut nebo více, kanadská agentura Niagara Parks předpokládá, že to je sám Pattinson. Obraz je převrácený zleva doprava a je pořízen z kanadské strany. Pattinson udělal další fotografie vodopádů Horseshoe Falls, stejně jako Říma a Paříže. Ty byly poté přeneseny na rytiny k ilustraci knížky Excursions Daguerriennes (Paříž, 1841–1864), kterou vydal fotograf Noël Marie Paymal Lerebours. Kromě toho, že jde o první známou fotografii vodopádů, je Pattinsonův snímek také nejstarší známou dochovanou kanadskou fotografií.

## Další vynálezy
V roce 1841 Pattinson patentoval dva další chemické procesy, jeden pro výrobu uhličitanu olovnatého a druhý pro výrobu „magnesia alba“, bílého oxidu hořečnatého. V roce 1849 patentoval svůj postup výroby nového bílého pigmentu olova, oxychloridu olovnatého.
Jeho proces výroby oxychloridu olova se stal ziskovou průmyslovou realitou v roce 1850, kdy Pattinson a jeho partneři (a zeťové) Isaac Lowthian Bell a Robert Benson Bowman založili chemickou společnost ve Washingtonu v hrabství Durham. Podle smlouvy z roku 1850 Charles William Vane, markýz z Londonderry, Pattinson a Bell se prohlásili za „výrobce chemikálií a obchodními partnery“.

## Vyznamenání a úspěchy
V roce 1838 se Pattinson stal viceprezidentem chemické sekce Britské asociace. Byl členem Geologické společnosti a také Královské astronomické společnosti.
Pattinson byl za svou metalurgickou práci 3. června 1852 jmenován členem Královské společnosti (FRS).

## Rodinný život
Pattinson se oženil s Phoebe Waltonovou dne 25. prosince 1815, poté, co byl pokřtěn vikářem z Alstonu Benjaminem Jacksonem jako člen anglikánské církve dne 23. prosince 1815 ve veřejném domě Angel Inn v Alstonu, protože Phoebina rodina by nepřijala. manželství s „kvakerem“. Při křtu získal příjmení po své matce Lee.
Pattinsonovy tři dcery se provdaly za specialistu na metalurgii Isaaca Lowthiana Bella, knihkupce a vydavatele Roberta Bensona Bowmana a výrobce kabelů Roberta Stirlinga Newalla. Švagrové a sám Pattinson sdíleli několik různých obchodních partnerství. Kromě toho byli všichni tři švagři členy Tyneside Naturalists' Field Club a Natural History Society of Northumberland.
Zemřel 11. listopadu 1858. Byl pohřben ve Washingtonu, na hřbitově hrabství Durham. Zůstal po něm jeho syn, také jménem Hugh Lee, a tři dcery. Před ním zemřeli další dva synové, Walter a Thomas.